# République socialiste soviétique autonome moldave
Pour les articles homonymes, voir Moldavie (homonymie).
1924–1940
Entités précédentes :
- partie de la République socialiste soviétique d’Ukraine

Entités suivantes :
- République socialiste soviétique de Moldavie
- République socialiste soviétique d’Ukraine (oblast d'Odessa)

La République socialiste soviétique autonome moldave (RSSAM, en roumain : Republica Autonomă Socialistă Sovietică Moldovenească) était une région autonome de la république socialiste soviétique d'Ukraine du 12 octobre 1924 au 2 août 1940. Elle occupait la région historique de Podolie, entre le Dniestr et le Boug méridional : elle incluait ainsi l’actuelle république moldave du Dniestr (autoproclamée, ou Transnistrie) qui fait aujourd’hui officiellement partie de la Moldavie, ainsi que des zones qui font aujourd’hui partie de l’oblast d'Odessa en Ukraine.

## Nom et territoire
Bien que leurs noms soient très semblables, il ne faut pas confondre la République socialiste soviétique autonome moldave (RSSA moldave ou RASSM) avec la république socialiste soviétique de Moldavie (RSS de Moldavie ou RSSM).
Le territoire de la République socialiste soviétique autonome moldave, partie de la république socialiste soviétique d’Ukraine, comprenait la Podolie, dont des zones de la rive gauche du Dniestr, en Transnistrie (« au-delà du Dniestr »). Il faisait 8 100 km2.

## Création et population
La création de l'autonomie moldave est avant tout une réplique soviétique au rattachement de la République démocratique moldave (indépendante le 2 décembre 1917) à la Roumanie, proclamé par le parlement (Sfatul Ţării) de Chişinău le 27 mars 1918, dans un contexte où l'Armée rouge était combattue par une armée franco-roumaine commandée par le général français Berthelot.
La population de la République socialiste soviétique autonome moldave est un mélange d'Ukrainiens (46 %) et de Roumains (32 %), soit un total estimé à environ 545 500 habitants au total. Le territoire est de 8 100 km2 et comprend onze raions sur la rive gauche du Dniestr.

## Évolution politique
Pendant les premières années de la République socialiste soviétique autonome moldave, les Soviétiques ménagent les Roumains qui y habitent, dans l'espoir d'encourager le communisme en Roumanie. Les choses changeront avec l'accession au pouvoir de Staline.
Deux lignes politiques ont été formulées dès son origine, puis appliquées à tour de rôle :
- Grigore Kotovski, l'initiateur de sa création, soutient qu'une nouvelle république pourrait propager les idées communistes dans la Roumanie voisine, ainsi que dans les Balkans, avec quelques chances d'y porter la révolution. Conçue comme une « préfiguration d'une Roumanie soviétique », l'identité de sa population moldave est considérée comme roumaine, et jusqu'en 1938, les écoles enseignent en roumain écrit en caractères latins, l'accent étant mis sur l'idéologie, et la Roumanie voisine étant présentée comme une « mère-patrie gémissant sous le joug de la monarchie, des bourgeois et des boyards ».
- Gueorgui Tchitcherine, commissaire du peuple aux Affaires étrangères, estimait que cette création était prématurée et qu'au lieu de « préfigurer une Roumanie soviétique », elle ne ferait que favoriser « l'expansion d'un chauvinisme roumain ». Tchitcherine soutenait la théorie selon laquelle les Moldaves « ne sont pas des Roumains, mais un peuple de langue romane différent, issu du mélange des Volokhs avec les Oulitches et les Tiverzes » et que ces Moldaves « mi-slaves, mi-romans, vivent principalement en République socialiste soviétique autonome moldave, où ils sont libres, et en Bessarabie, sous le joug roumain, où ils attendent leur libération de l'URSS »[2].

Prudent, le gouvernement soviétique décide, le 7 mars 1924, de créer l'oblast autonome moldave à l'intérieur de la république socialiste soviétique d’Ukraine, mais finalement élève son statut à celui de république socialiste soviétique autonome. La capitale officielle est la « ville temporairement occupée de Chişinău », mais la capitale effective jusqu'en 1929 est à Balta, et à partir de 1929 jusqu'à 1940 à Tiraspol.

### Échec de la «vitrine du communisme» face à la Roumanie et aux Balkans[1]
Au début, la République suit la « ligne Kotovski » et est rapidement industrialisée, mais à cause du manque de personnes qualifiées et de cadres industriels et pédagogiques, se met en place une migration significative de personnels depuis les autres républiques soviétiques, particulièrement des Ukrainiens et des Russes. Par exemple, en 1928, sur 14 300 travailleurs dans l'industrie, seuls 600 sont roumains. À partir de 1925, les réquisitions se multiplient et la République socialiste soviétique autonome moldave souffre de la famine. En 1932-1933 elle est également touchée par la « grande famine » (connue en Ukraine sous le nom de Holodomor), qui fait mourir de faim des dizaines de milliers d'Ukrainiens et de Roumains. De nombreux habitants de la Transnistrie se sauvent en Roumanie, passant le Dniestr à la nage ou sur la glace, malgré les gardes-frontières soviétiques ou roumains, facilement corruptibles. La collectivisation dans la République socialiste soviétique autonome moldave est appliquée encore plus durement qu'en Ukraine et elle est considérée comme terminée à l'été 1931. Elle est accompagnée de la déportation de près de deux mille familles vers le Kazakhstan. Le 23 février 1932, près du village d'Olăneşti, se produit l'incident le plus important : quarante personnes sont abattues par les gardes soviétiques. Le fait est relaté par les survivants dans les journaux européens. La « ligne Kotovski » est en échec. Du côté soviétique, cet incident embarrassant est décrit comme la fuite d'éléments « koulaks convertis par la propagande roumaine ».

### Adoption de la théorie de l'ethnicité moldave[1]
Les autorités soviétiques délibèrent et, après plusieurs hésitations, ordres et contre-ordres entre 1933 et 1937, les intellectuels communistes roumains de la République socialiste soviétique autonome moldave, pris au piège de ces contradictions et ne sachant plus quelle ligne adopter, sont accusés par les Soviétiques d'espionnage et de sabotage, et pratiquement presque tous sont évincés de leurs postes et déportés; beaucoup d'entre eux sont exécutés. La « ligne Tchitcherine » finit par être adoptée le 28 février 1938. Cette fois, la priorité n'est plus de propager le communisme, mais de légitimer les revendications territoriales soviétiques sur la Bessarabie. Pour étayer cette nouvelle ligne politique, les soviétiques créent un « alphabet moldave » écrit en caractères cyrilliques russes, différents des caractères gréco-slavons de l'ancienne Moldavie. Du jour au lendemain, cela devient la seule manière officielle d'écrire en République socialiste soviétique autonome moldave, et toute mention de la Roumanie autrement que comme une « puissance impérialiste occupant indûment un territoire soviétique » est assimilée à une trahison (punissable de la peine de mort). Désormais seule en piste, la « théorie de la langue moldave » deviendra, après la Seconde Guerre mondiale, l'idéologie officielle du parti communiste en Moldavie soviétique.

## Démantèlement
En 1940, l'Union soviétique annexe la Bessarabie, qui faisait alors partie de la Roumanie, et crée la république socialiste soviétique de Moldavie, qui comprend les deux-tiers de la Bessarabie et la moitié occidentale de la République socialiste soviétique autonome moldave. La partie orientale, qui inclut la ville de Balta a fini de servir et n'a quasiment plus de population roumanophone : elle est rattachée à l'oblast d'Odessa de la république socialiste soviétique d’Ukraine.